# Stützphase

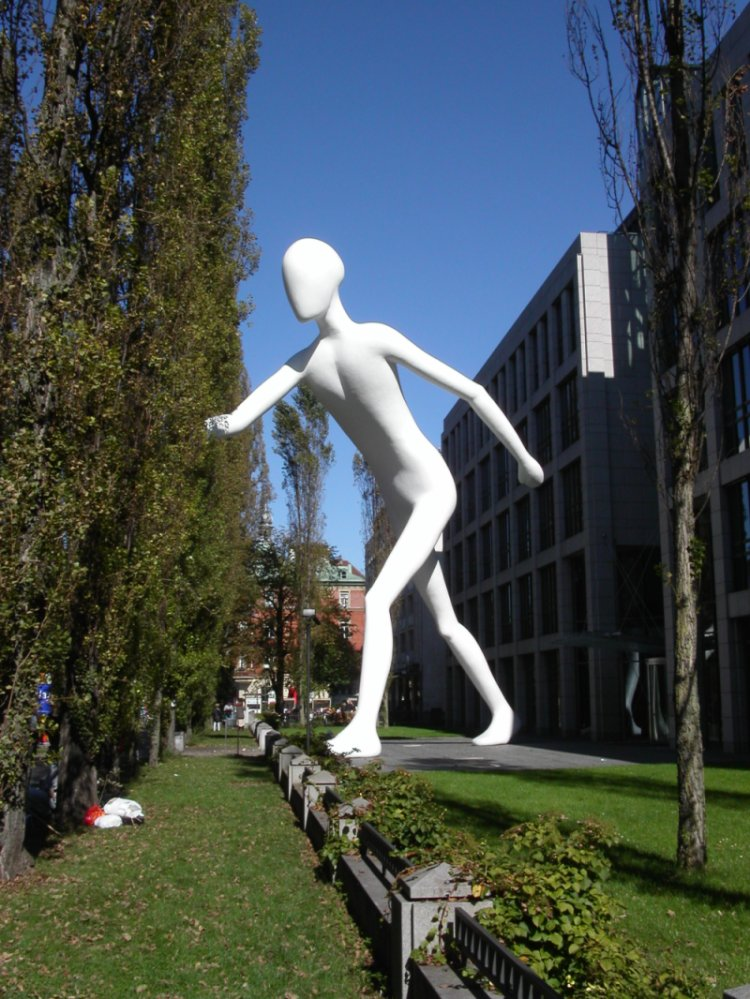
Doppelstützphase beim Gehen

Als Stützphase wird in der Biomechanik bei der Fortbewegung die Zeitspanne bezeichnet, während der ein Körperteil Bodenkontakt hat und somit der Schwerkraft entgegenwirkt. Der Begriff findet allgemein bei Tieren Verwendung, die sich am Boden fortbewegen (terrestrische Lokomotion). Während der Stützphase, meist in deren Endphase, erfolgt auch die Kraftübertragung für die Beschleunigung in die gewünschte Richtung der Fortbewegung. Auch bei Laufrobotern wird der Begriff in analoger Weise verwendet. 
Besondere Bedeutung hat der Begriff im Bereich der Sportwissenschaft. Dabei werden auch die Fälle einbezogen, bei denen der Bodenkontakt nicht direkt, sondern über ein Sportgerät erfolgt, wie beispielsweise am Reck oder beim Einsatz von Skistöcken.

## Stützphase beim zweibeinigen Gehen und Laufen
Am häufigsten findet der Begriff bei der zweibeinigen Fortbewegung Verwendung. Beim Gehen wird die Zeitspanne, während der beide Beine Bodenkontakt haben, als Doppelstützphase bezeichnet. Dieser Zeitraum macht – zumindest beim Menschen – ungefähr 20 Prozent der Gesamtzykluszeit aus. Das Laufen unterscheidet sich vom Gehen dadurch, dass es keine Doppelstützphase, sondern stattdessen eine Flugphase gibt.
Im Laufsport wird die Stützphase in eine vordere und hintere Stützphase unterteilt. Die vordere Stützphase beginnt mit dem Aufsetzen des Fußes, was – abhängig von Laufstil und Laufgeschwindigkeit – mit dem Rückfuß, Mittelfuß oder Vorfuß erfolgen kann. Diese Phase endet, wenn der Schwerpunkt des Körpers sich über dem aufgesetzten Fuß befindet. Während der vorderen Stützphase wird der Aufprall gedämpft und das Gleichgewicht stabilisiert.  Während der anschließenden hinteren Stützphase wird vor allem die Kraft für den Abstoß entwickelt. Der Abstoß erfolgt durch Streckung von Hüft-, Knie- und Sprunggelenk. Die Stützphase endet mit dem Abstoß des Fußes vom Boden.
In wissenschaftlichen Abhandlungen zur analytischen Ganganalyse des menschlichen Gehens wird die Zeitspanne der Stützphase Standphase genannt und wird in einzelne Gangphasen unterteilt. Die Standphase grenzt sich dabei von der Schwungphase ab, die die Zeitspanne bezeichnet, während der das zu betrachtende Körperteil keinen Bodenkontakt hat.

## Laufroboter
Bei Laufrobotern ist die Verwendung des Begriffs analog, hier bezeichnet er also den Zeitraum, während dessen ein Bein eines Roboters Bodenkontakt hat. Der restliche Zeitanteil eines Bewegungszyklus wird als Returnphase bezeichnet, diese wird wiederum in Ablöse-, Transfer- und Absenkphase unterteilt.